# The Little Drummer Boy
The Little Drummer Boy (Nederlands: De kleine tamboer), ook bekend als Carol of the Drum, is een populair kerstlied geschreven door pianist Katherine Kennicott Davis in 1941. Volgens de originele bladmuziek had zij zich gebaseerd op een Tsjechisch kerstliedje, hoewel nooit bekend is geworden om welke melodie dat ging. De eerste belangrijke opname van het nummer was van de Trapp Family Singers in 1955. Het nummer werd pas echt bekend nadat het in 1958 was opgenomen door The Harry Simeone Chorale, waarna het vele malen is gebruikt door andere artiesten.
De tekst vertelt over een arme jongen die niet in staat is om de pasgeboren Jezus een geschenk te geven. Door middel van het spelen op zijn trommel bewijst hij de eer met goedkeuring van moeder Maria. De pasgeborene lijkt het te begrijpen en lacht uit dankbaarheid.
Tegenwoordig staan als componisten vermeld, naast Davis, ook Harry Simeone en Harry Onorati, beiden arrangeurs van verschillende opnamen van het lied.
Er zijn verschillende Nederlandse versies van het lied verschenen, onder andere van Gert & Hermien ("De kleine trommelaar", tekst van Gert Timmerman), Jan Rot ("Met de kleine trom", tekst van Jan Rot) en André Hazes ("Jochie met een trommeltje", tekst van Marijke van Demer)

## Covers
De populariteit van dit lied is duidelijk te zien aan de hand van de grote hoeveelheid covers; zo'n 220 verschillende versies in zeven talen in allerlei genres:
- 1955
  - Patti Page
- 1958
  - Harry Simeone koor
  - Beverley Sisters (tophit in Verenigd Koninkrijk)
- 1962
  - Ray Conniff
  - Bing Crosby
- 1963
  - Johnny Cash
  - Johnny Mathis
  - Andy Williams
- 1964
  - Marlene Dietrich (Duitse versie)
  - Jo Stafford
- 1965
  - The Supremes
  - Vince Guaraldi
  - Nana Mouskouri (Franse versie)
  - Tennessee Ernie Ford
- 1966
  - The Crusaders
- 1967
  - Stevie Wonder
- 1969
  - Jimi Hendrix
- 1970
  - The Brady Bunch
  - The Jackson 5
- 1972
  - Heintje (als "Der Kleine Trommler")
- 1977
  - Bing Crosby en David Bowie (in een medley met "Peace on Earth")
- 1981
  - Joan Jett & the Blackhearts
  - Boney M. (dit was het laatste nummer met Bobby Farrell)
  - Rosemary Clooney

- 1984
  - I Cavalieri del Re (Italiaanse versie)
- 1985
  - The Canadian Brass
- 1987
  - Bob Seger and the Silver Bullet Band
- 1988
  - Mannheim Steamroller
  - Whiteheart
- 1989 
  - New Kids on the Block
- 1991
  - Al Bano & Romina Power (Italiaanse versie)
  - The Yobs (parodie)
  - Tuck Andress
  - Take 6
- 1992
  - Björn Again
  - The Vocal Majority
- 1993 
  - Animaniacs
- 1994
  - The UCLA Chamber Singers met Alvin Seville
  - The Dandy Warhols
  - Kenny G
  - RuPaul
- 1995
  - Jars of Clay
- 1996
  - Apocalyptica
- 1997
  - The Dandy Warhols (tweede versie)
  - The Toasters
- 1998
  - Alicia Keys (Little Drummer Girl)
  - Die Toten Hosen
  - Chicago

- 1999
  - Low
  - Carola Häggkvist (Zweedse versie)
- 2000
  - Yolanda Adams
  - The Wiggles
- 2001
  - Destiny's Child
  - Westlife samen met Dolores O'Riordan van The Cranberries (liveversie)
- 2002
  - Bob Rivers (The Little Hooters Girl)
  - Jordan Rudess van Dream Theater
  - Bright Eyes
- 2003
  - Whitney Houston met haar dochter
  - The Blind Boys of Alabama
- 2004
  - Art Paul Schlosser (Kazoo Boy)
  - Decomposure
  - Vanessa L. Williams
  - Jessica Simpson met haar zus Ashlee Simpson
- 2005
  - Boyz II Men
  - Bryan Duncan
- 2006
  - Christopher Lee
  - Celtic Woman
  - Sufjan Stevens
- 2007
  - Josh Groban
  - Jan Rot (Nederlandse versie)

- 2008
  - The Almost
  - Terry Wogan en Aled Jones
  - Doug Pinnick, George Lynch, Billy Sheehan en Simon Phillips
  - Faith Hill
- 2009 
  - Sean Kingston
  - Lukas Rossi
  - Bob Dylan
  - Hans-Peter Lindstrøm (40 minuten versie)
  - Heavy Blinkers
  - Scott Aukerman en Jimmy Pardo (parodie)
  - Ronan Keating en Stephen Gately
- 2010
  - Mariah Carey
  - Pink Martini
  - August Burns Red
  - Collegehumor met acteurs Jason Segel en Jack Black
  - Binärpilot
  - The Priests
- 2011
  - VeggieTales maakten een nieuwe film genaamd "The Little Drummer Boy"
  - Justin Bieber met Busta Rhymes
  - Glee cast
  - Sean Quigley
  - The King's Singers
- 2013
  - Bad Religion
  - Pentatonix
- 2017
  - For King & Country

- Biblioteca Nacional de España: XX4997150
- MusicBrainz work: 88b1b664-4f38-46b9-a301-7d89495ae448
- Virtual International Authority File: 221775035